# All Set
Albums
Trade Test Transmissions
(1993) Modern
(1996)
All Set est un album du groupe Buzzcocks qui a été publié en 1996 par IRS Records.

## Liste des titres
1. Totally From The Heart
2. Without You
3. Give It To Me
4. Your Love
5. Point Of No Return
6. Hold Me Close
7. Kiss 'n' Tell
8. What Am I Supposed To Do
9. Some Kinda Wonderful
10. What You Mean To Me
11. Playing For Time
12. Pariah
13. Back With You